# Cupid (canção de Fifty Fifty)
"Cupid" é uma canção gravada pelo grupo feminino sul-coreano Fifty Fifty. A canção foi lançada como single com o formato físico intitulado The Beginning: Cupid, em 24 de fevereiro de 2023. A versão em inglês intitulada de "Twin" contou com os vocais de duas integrantes apenas, Sio e Aran. Musicalmente, "Cupid" é descrita como uma canção no estilo retrô baseada em batidas do gênero disco mínimas e linhas de base funky.

## Antecedentes e lançamento
Em 15 de fevereiro de 2023, a Attrakt revelou um cronograma promocional nas contas das redes social do Fifty Fifty, anunciando o próximo lançamento do primeiro single álbum do grupo em 24 de fevereiro, exatamente cem dias após sua estreia. Foi revelado três dias depois que o único álbum se chamava The Beginning: Cupid, que consiste em três faixas: o single principal "Cupid", uma versão em inglês rotulada como "Twin", e a faixa instrumental. Conforme programado, o single foi lançado em diversas plataformas musicais.
Entre os dias 20 e 22 de fevereiro, os teasers do vídeo musical de "Cupid" foram lançados. O vídeo foi lançado no mesmo dia em que o grupo apresentou o single pela primeira vez no palco do M Countdown. As integrantes continuaram a apresentar "Cupid" em vários programas musicais na mesma semana. Em 8 de abril, uma versão oficial sped up da versão "Twin" foi lançada em várias plataformas musicais intitulado "Sped Up 8282" após ganhar reconhecimento no aplicativo de vídeos TikTok.

## Recepção crítica
So Seung-geun, do IZM, deu à música 4.5 de 5 estrelas, escrevendo que Fifty Fifty havia encontrado sua própria cor. O crítico musical Kim Yoon-ha do Yes24 observou como "Cupid" destacou os vocais, colocando-os em primeiro plano em vez de considerar a voz como um dos vários instrumentos, afirmando que essa abordagem a lembrava das canções k-pop do final dos anos 2000.

## Desempenho comercial

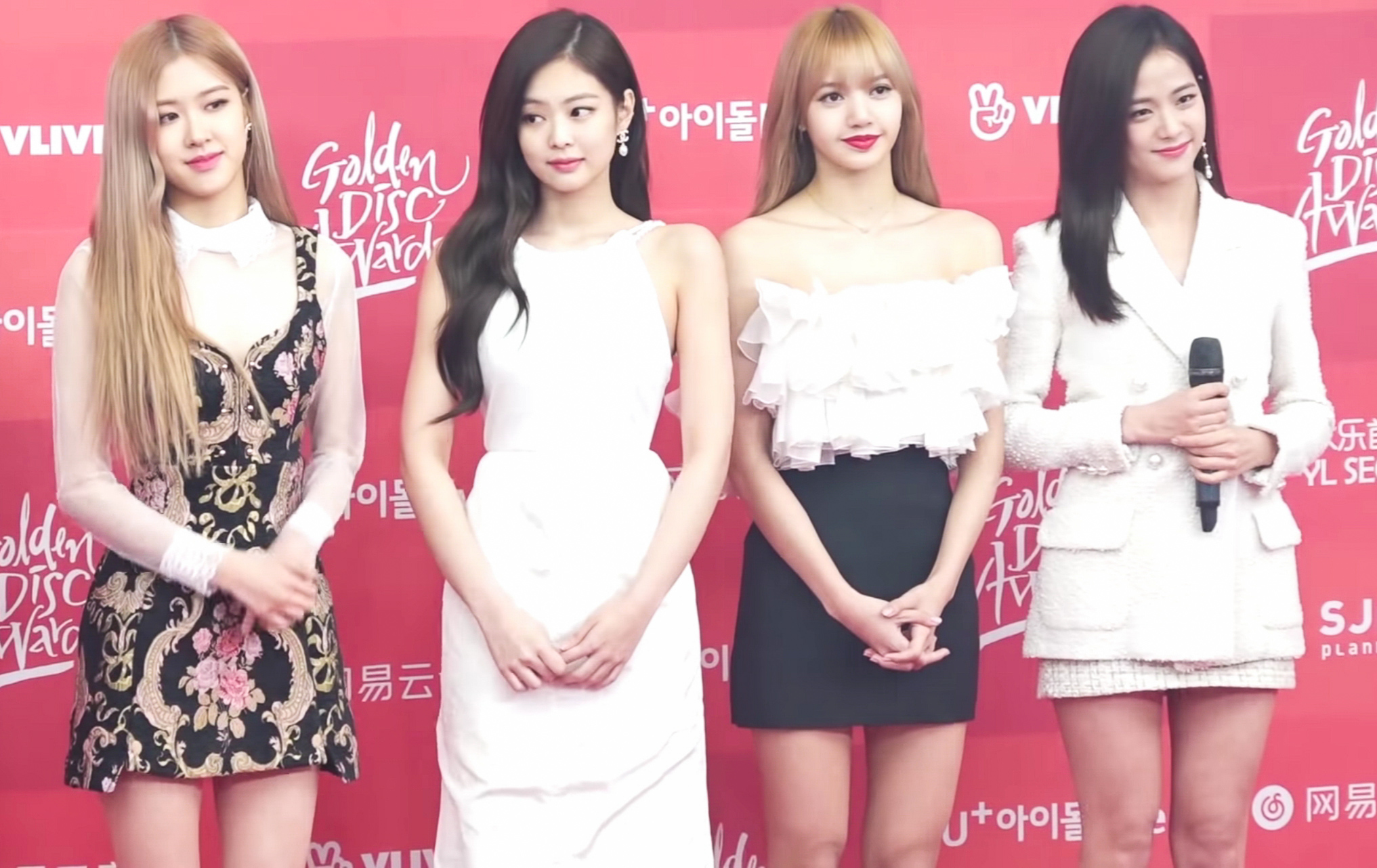
Blackpink at the 2019 Golden Disc Awards

"Cupid" inicialmente ficou em 10º lugar no RIAS Top Streaming Chart de Singapura na edição do gráfico datada de 3 a 9 de março de 2023, antes de liderar o gráfico duas semanas depois.
No Canadá, "Cupid" estreou na posição 49 na Billboard Canadian Hot 100 na edição das paradas datada de 23 de março de 2023. Nos Estados Unidos, a canção inicialmente estreou no número 8 na parada de vendas de canções digitais mundiais da Billboard na semana de 11 de março de 2023. Duas semanas depois, a música estreou no número 12 na parada Bubbling Under Hot 100 na edição da parada datada de 25 de março de 2023. Ele entrou no gráfico principal, US Billboard Hot 100, no número 100 na semana seguinte com 5,7 milhões de streams nos Estados Unidos, tornando-se a primeira entrada do grupo no gráfico. Eles se tornaram o ato coreano mais rápido a entrar no gráfico e o sexto grupo coreano a fazê-lo depois de Wonder Girls, BTS, Blackpink, Twice e NewJeans. Globalmente, "Cupid" estreou na posição 106 na Billboard Global 200, e na posição 119 na Billboard Global Excl. em 25 de março de 2023. Ele alcançou a posição 22 na Billboard Global 200, e na Billboard Global Excl. EUA na quarta semana.

## Histórico de lançamento
| Região | Data de lançamento      | Formato                    | Versão                                | Gravadora                      |
| ------ | ----------------------- | -------------------------- | ------------------------------------- | ------------------------------ |
| Várias | 24 de fevereiro de 2023 | Download digital streaming | Original Versão " Twin " Instrumental | Attrakt Interpark Warner Korea |
| Várias | 21 de março de 2023     | CD                         | Original Versão " Twin " Instrumental | Attrakt Interpark Warner Korea |
| Várias | 10 de abril de 2023     | streaming                  | Versão sped up " Twin "               | Attrakt Warner Korea           |